# Parigi-Roubaix 1914
La Parigi-Roubaix 1914, diciannovesima edizione della corsa (l'ultima prima della grande guerra), fu disputata il 20 aprile 1914, per un percorso totale di 274 km. Fu vinta dal francese Charles Crupelandt giunto al traguardo con il tempo di 9h02'00" alla media di 30,332 km/h davanti a Louis Luguet e Louis Mottiat.
Presero il via da Suresnes 153 ciclisti, 79 di essi tagliarono il traguardo di Roubaix.

## Ordine d'arrivo (Top 10)
| Pos. | Corridore            | Squadra        | Tempo    |
| ---- | -------------------- | -------------- | -------- |
| 1    | Charles Crupelandt   | La Française   | 9h02'00" |
| 2    | Louis Luguet         | Automoto       | s.t.     |
| 3    | Louis Mottiat        | Alcyon-Dunlop  | s.t.     |
| 4    | Oscar Egg            | Peugeot-Wolber | s.t.     |
| 5    | Jean Rossius         | Alcyon-Dunlop  | s.t.     |
| 6    | Cyrille Van Hauwaert | La Française   | s.t.     |
| 7    | Pierre Vandevelde    | -              | s.t.     |
| 8    | Dieudonné Gauthy     | Alcyon-Dunlop  | s.t.     |
| 9    | Émile Aerts          | -              | s.t.     |
| 10   | Émile Georget        | Peugeot-Wolber | s.t.     |